# غريغوري أ. فيليبس
غريغوري أ. فيليبس (بالإنجليزية: Gregory A. Phillips)‏ هو قاضي أمريكي، ولد في 17 أغسطس 1960 في ليتلتون في الولايات المتحدة.